# Bothrops pulcher
Bothrops pulcher är en ormart som beskrevs av Peters 1862. Bothrops pulcher ingår i släktet Bothrops och familjen huggormar. Inga underarter finns listade.
Arten förekommer vid Andernas östra sluttningar i Colombia och Ecuador. Utbredningsområdet ligger 1000 till 2000 meter över havet. Honor lägger inga ägg utan föder levande ungar.